# シュヴァイヒ
シュヴァイヒ (独: Schweich) はドイツ連邦共和国 ラインラント＝プファルツ州トリーア＝ザールブルク郡の市。シュヴァイヒ・アン・デア・レミッシェン・ヴァインシュトラーセ連合自治体 (独: Verbandsgemeinde Schweich an der Römischen Weinstraße) の行政庁所在地となっている。
モーゼル川のほとり、トリーアの北東約10kmに位置する。

## 姉妹都市
- マルサネ＝ラ＝コート(Marsannay-la-Côte) （フランス）
- ポーティスヘッド(Portishead (Somerset)) （イギリス）
- クロコバ(Krokowa) （ポーランド）
- レーネスセ(Renesse) （オランダ）
- ムリアルド(Murialdo) （イタリア）